# Taurotagus auberti
Taurotagus auberti är en skalbaggsart som beskrevs av Leon Fairmaire 1892. Taurotagus auberti ingår i släktet Taurotagus och familjen långhorningar.
Artens utbredningsområde är Djibouti. Inga underarter finns listade i Catalogue of Life.